# 鼎捷数智

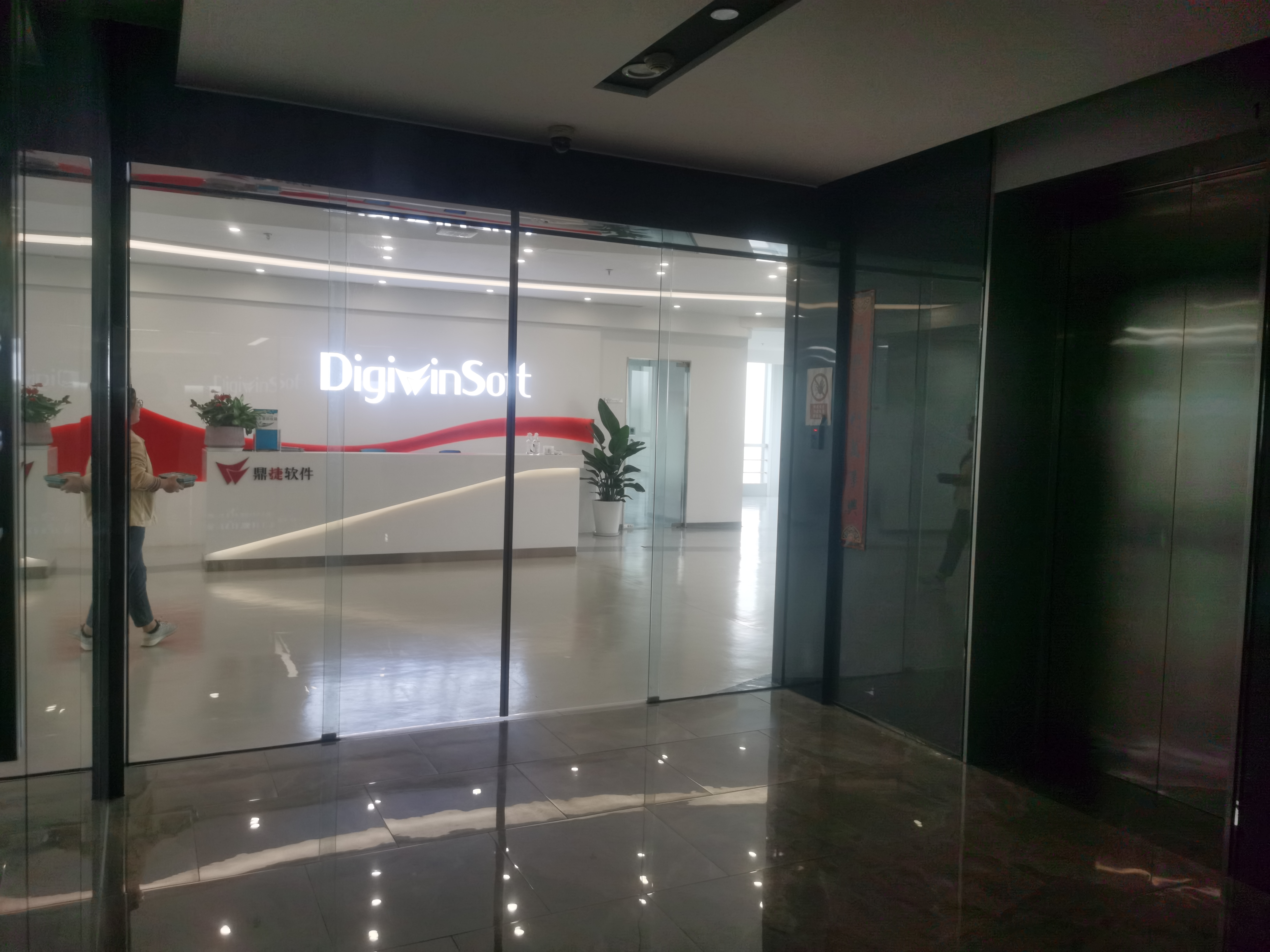
位于江苏省苏州市的办事处

鼎捷數智股份有限公司（原名鼎捷软件）（深交所：300378），简称鼎捷數智，是总部位于中华人民共和国上海市的一家软件公司，在台湾、越南、马来西亚等地均设有分支机构。公司历史可追溯至1982年在台湾台北成立的鼎新數智（原名：鼎新电脑），2001年与神州数码合资成立本公司前身神码管理。2009年改为现名，2010年总部向中国大陆转移。

## 历史
1982年3月，鼎新电脑（2024年改名為鼎新數智）在台湾成立，主要从事软件开发与咨询顾问业务，创始人为孙蔼彬、古丰永。1982年至1990年期间，鼎新电脑开始采用开放式平台开发标准化产品并将制造业作为重点发展市场，于1989年推出基于DOS平台的MRPII软件LEADER。鼎新电脑在1992年成为台湾ERP软件业界老大，也成为台湾首家長期專注於商業套裝軟體的開發商。
1992年，鼎新电脑推出了当时为数不多的基于B/S架构的高端ERP软件TIPTOP。1997年，台湾企业的信息化开始进入龙卷风暴期，鼎新也确立了领先的霸主地位。
2000年（一说2001年），在国台办与产业部的安排下，鼎新电脑与神州数码合资成立神州数码管理系统有限公司（简称神码管理）。鼎新电脑持股比例为60%，而神州数码占40%。尽管公司以“神州数码”冠名，但实际上是借神州数码在中国大陆的口碑开道，目的是顺利进入大陆市场。根据赛迪顾问2002年度报告，神码管理成立一年即进入中国大陆ERP市场前3名，并荣获“2002年中国ERP软件市场年度成长最快企业”称号。
2001年2月，鼎新電腦成立「鼎華信息科技（上海）公司」；同年4月9日，鼎新電腦在台湾证券交易所上市，股票代码为2447，成為台灣首家企業資源規劃上市公司。
2008年1月，由于台湾相关政策限制，鼎新电脑通过被第三方吸并的方式从台证所退市，成为首家运营良好但主动退市的台湾上市企业。同年9月，神码管理与鼎新电脑重新整合成立鼎捷系统集团控股公司。2009年11月，神码管理更名为鼎捷软件有限公司，目的是保持大陆和台湾的品牌一致性。
2009年，重新整合成立的鼎捷集团计划向香港交易所主板提出上市申请，惟上市时间因全球金融危机而推迟。2010年9月27日，鼎捷集团在上海建立总部。知情人透露，由于鼎捷的主要客户在中国大陆，因此鼎捷在大陆上市成为最大可能。
2012年，鼎捷软件在深交所创业板IPO计划曝光，招股书显示其股权架构复杂，境内股东与境外股东数量各占一半。而鼎捷软件母公司鼎新股份在台湾主动退市后，经由一番资本运作，成为鼎捷软件麾下最主要的盈利资产。2014年1月27日，鼎捷软件在深圳证券交易所创业板挂牌上市。
2020年7月5日，鸿海科技集团旗下上市公司富士康工業互聯網公告，以每股14元人民幣收购鼎捷軟件15.19%股權，并成为第一大股东。收购后，富士康工業互聯網預計將取得兩席董事席次。

## 业务
2015年，鼎捷在“智能+”战略布局基础上提出了“一线三环互联”的发展战略，以“中国制造2025”、“工业4.0”、“生产力4.0”、“互联网+”等为发展导向。截至2021年，公司的主要业务涵盖工业软件、智能制造、工业互联网相关领域的产品与解决方案，专注于制造业领域的数字化、网络化、智能化，在机械装备制造、半导体、汽车零部件、电子、品牌分销等行业拥有一定经验。该公司同时为食品、餐饮、美妆等流通零售业企业提供新零售解决方案及相关数字化服务。
鼎捷软件拥有多款面向不同类型客户的产品，其中包括面向超大型、大型企业推出的T100等系列产品，并实行本地化原厂服务；有面向中型企业的E10等系列产品及面向中小企业的易飞、易助等产品。在智能制造领域已发展出多款工业软件，包括MES、PLM、APS等系列产品，以及在工业互联网、移动应用等领域的工业APP产品。该公司在中国大陆、台湾及东南亚地区拥有50,000多家客户，其中台湾上市公司的占比约为64%，大陆上市公司的占比约为50%。
鼎捷软件也与其他企业开展合作，例如公司与工业富联开展卓越制造顶层规划，推出中信戴卡项目；与华为合作推出智能制造应用场景，并获得“2021年度华为云产业生态优秀伙伴”以及“华为云优秀严选SaaS伙伴奖”两大奖项。

## 事件
2018年1月17日，人民日报社属下报纸《国际金融报》报道称，鼎捷软件2014年年报披露，旺旺（中国）投资有限公司欠鼎捷软件货款59.85万元人民币，后者多次催收未果，进行坏账核销。旺旺集团发言人朱纪文表示其并未向鼎捷软件进行过采购。而报道中提及的重庆新格、百事达汽车、菲星数码均表示没有欠款情况。翌日，鼎捷软件发布公告，表示该报道“未经核实，影响恶劣，已对公司造成负面影响”，表示强烈抗议并委托律师对该媒体发律师函。1月28日，该报再次报道此事件时指出“上述报道真实无误”。
2022年9月，鼎捷软件公布该年度员工持股计划。公司拟将价值近7000万元的股权，以0元/股的价格授予41名参与对象，包括公司董事、高级管理人员、核心管理人员及核心骨干。41名参与对象中，有5人为公司的核心管理层；剩下的53.57%股份将分配给核心管理人员及核心骨干等36人。深交所创业板公司管理部也第一时间下达了关注函，要求其说明本次员工持股计划受让价格的定价方法、依据及其合理性。该公司回复称，公司在兼顾合理成本及最大化激励授予人员的作用和目的下，推行本次员工持股计划，是“基于工业软件行业人才高流动性及各大企业高端人才竞相争夺的市场环境”而制定的。